# 캠프 마켓
캠프 마켓(Camp Market)은 현재 인천광역시 부평구에 형성되어 1945년 8월부터 1973년 6월 30일까지 주한 미군의 복합단지였던 ASCOM 도시(영어: United States Army Support Command (ASCOM) City)의 일부이다. 인천시 부평구 산곡동에 남은 44만 m2(852,495 평) 규모의 군영을 가리킨다. 2019년 12월 11일 현재 타 기지 3개소와 함께 반환되어 대한민국 영토에 재편입되었다.
1960년대와 1970년대에 에이전트 오렌지의 주요 공급지였다.

## 역사

### 기원
1939년, 조선총독부가 현재의 부평1동과 산곡3, 4동에 일본 제국 육군 조병창을 설립하고, 1940년 4월 1일 지금의 부평구 전역을 인천에 편입하면서 조병창 또한 확장하였다. 조선총독부는 공장을 운용하고 군수품을 생산하는 하청업체로 多田組 다다 구미[*], 玉操組 다마보 구미[*], 關東組 간토 구미[*], 淸水組 시미즈 구미[*](지금의 시미즈 건설), 間組 하사마 구미 [*]를 선정하였다. 부평 조병창은 빠르게 군수산업단지로 커졌고, 생산된 군수품은 모두 전쟁 물자로서 제2차 세계 대전이 끝날 때까지 각지의 일본군에 보급되었다.
1945년 말, 한반도 남부 해방군으로서 상륙한 제24(XXIV)군단이 부평 군수산업단지를 접수하여 구역을 나누어 각각 캠프 마켓, 캠프 그랜트, 캠프 타일러, 캠프 해리스, 캠프 하이예스로 이름짓고, 제24지원사령부(영어: Army Service Command 24 (ASCOM-24))를 주둔시켰다. 주민들은 이 사령부의 두문자어를 따서 그 일대를 "ASCOM 시티"라고 부르기 시작하였다.

### ASCOM 도시
1951년, 공산주의 진영의 군대인 조선인민군과 중국인민지원군으로부터 유엔군사령부 소속 부대에서 인천, 부평 지역의 통제권을 확보하면서 ASCOM 단지는 재가동되었다. 미국 해병대는 ASCOM 지역에 "인천 보충소"(Inchon Replacement Center)와 한국 지원사령부(영어: U.S. Marine Support Command for Korea)를 설치하였다.
1963년에 7개 육군 기술창이 있었고, 주한 미군은 그것들을 묶어 제8군 창(Eighth United States Army Depot (EUSA Depot))으로 지정했다가, 이듬해 1964년에 ASCOM 창으로 개편하였다. 시설은 ASCOM 지역사령부 예하 제20지역지원단에서 통제하였다.
베트남 전쟁이 끝나고 군비축소와 데탕트 현상으로 미국 육군 제1(I)군단과 제7보병사단이 한반도에서 철수하였고, 그들을 지원하던 ASCOM 또한 축소되었다.
1972년, 미사일과 항공 지원 작전 기능이 캠프 험프리스, 그리고 중장비 정비 지원 기능이 캠프 캐럴로 옮겨지면서 운용 단계가 낮아졌고 관할지역도 줄어들었다. 그에 따라 ASCOM은 제8군 지원처로 축소되었고, 이듬해 1973년 1월 31일에 ASCOM 단지 가동이 중단되고, 6월 30일에는 ASCOM 단지의 통제권이 대한민국 국방부로 넘겨졌다.

### 반환
2002년에 체결된 한미연합토지관리계획(Land Partnership Plan (LPP))에 의해 이전계획이 확정되었다.  2019년 12월 11일, 다른 기지 3개소와 함께 일부 반환되어 공여구역에서 해제되었다.

## ASCOM 구역
- 캠프 그랜트(Camp Grant)
- 캠프 타일러(Camp Taylor)
- 캠프 하이예스(Camp Hayes)
- 캠프 해리스(Camp Harris)

## 주둔했던 부대

### 미국 해병대
- 인천 보충소
- 한국 지원사령부

### 미국 육군
- 제19병기창
- 제55병참창[주석 1]; 1955년 ~ 1965년 4월 30일
- 제565공병자재창
- 제4통신단
- 제20지역지원단
  - 제69수송대대; 1960년대
  - 제30병기중대; 1960년대
  - 제595정비중대; 1960년대
  - 제199인사근무중대; 1960년대, 나중에 제8인사사령부로 전속함.
- 제6의무창(=제6보급소); 1955년 11월 ~ 1973년 6월 1일
- 제192병기대대
- 제512정비대대
- 제37공병중대
- 제76공병중대
- 제55항공중대
- 제55헌병중대; 1980년대
- 제516경장비정비중대; 1965년 12월 27일
- 제564병참중대
- 제121후송병원; 1971년, 용산기지(브라이언 올굿 지역병원)로 이동.
- ASCOM 지역사령부, R&R 파견대
- 제8057보충대
- 극동군수지원반 (미국 육군 공병대 극동지구대)

## 편의 시설
- 구기 경기장
- 수영장
- 체육관
- 야영지
- 지역 주점
- 스낵바 (KATUSA용 따로)
- 군매점

## 같이 보기
- 주한 미군의 시설 목록

## 참고

### 인용
1. ↑  양순열 (2013년 7월 31일). “부평미군기지 2017년 시민 품으로”. 인천뉴스. 2015년 10월 8일에 확인함.
2. ↑  “정부 "원주·부평·동두천 미군기지 4곳 반환완료"”. 매일경제. 2019년 12월 11일. 2019년 12월 11일에 확인함.
3. ↑  “인천역사: 지명의 유래”. 《인천광역시 홍보부》. 2013년 12월 1일. 2016년 12월 27일에 확인함.

### 자료
- “Camp Market”. 《globalsecurity.org》 (영어). 2011년 7월 5일. 2016년 12월 24일에 확인함.
- 김창문 (2007년 8월 8일). “부평미군부대를 찾아서(上)”. 인천신문. 2016년 12월 24일에 확인함.